# Janiszewice
Janiszewice – wieś w Polsce położona w województwie łódzkim, w powiecie zduńskowolskim, w gminie Zduńska Wola.
W latach 1954–1968 wieś należała i była siedzibą władz gromady Janiszewice, po jej zniesieniu w gromadzie Zduńska Wola, będąc początkowo tymczasową jej siedzibą. W latach 1975–1998 miejscowość administracyjnie należała do województwa sieradzkiego.
W 2011 roku liczba mieszkańców wynosiła 589. 